# 駒木根葵汰
駒木根 葵汰（こまぎね きいた、2000年1月30日 - ）は、日本の俳優、モデル、タレント。茨城県出身。ホリプロ所属。
旧芸名はきいた。以前はホリプロデジタルエンターテインメントに所属していた。

## 略歴
高校時代にInstagramで「イケメン高校生」と話題になり、ホリプロよりSNSでスカウトされ所属。当初はSNSでの活動が主であった。
2018年4月号のPopteen第4回次世代イケメン総選挙にノミネートされる。結果は5位だったが、その後メンズモデルとして出演することになる。
2020年、レギュラー出演するABCラジオ『リアルをぶつけろ!ハッシュタグZ』にて、それまで所属していたホリプロデジタルエンターテインメントからホリプロに移籍し、それを機に、芸名「きいた」から本名の「駒木根葵汰」に改名することを発表した。
2021年、テレビ朝日系スーパー戦隊シリーズ『機界戦隊ゼンカイジャー』にて初主演。五色田介人 / ゼンカイザー役を務めた。次作『暴太郎戦隊ドンブラザーズ』でも五色田介人 / ゼンカイザーブラック役として引き続きスーパー戦隊シリーズにレギュラー出演し、ビデオ『暴太郎戦隊ドンブラザーズVSゼンカイジャー』ではドンブラザーズの介人とゼンカイジャーの介人と二役で出演している。
2023年1月期テレビ朝日系火9ドラマ『星降る夜に』でゴールデンプライムタイムの連続ドラマに初めてレギュラー出演。

## 人物
- 茨城県立水戸農業高等学校出身。
- 特技は空手、バスケットボール[2]。趣味は映画鑑賞[2]。ヒーローに憧れて5歳から極真空手の道場に通い始め、空手は高校生までの12年間続けていた。
- 思い出に残っているスーパー戦隊シリーズの作品は『百獣戦隊ガオレンジャー』『忍風戦隊ハリケンジャー』『爆竜戦隊アバレンジャー』『特捜戦隊デカレンジャー』『魔法戦隊マジレンジャー』[12]。好きな戦士はガオシルバー[13]。
- 事務所から勧められて演技のワークショップに参加したのがきっかけで、芝居をやりたいと思うようになる。幼少のころからの憧れであったスーパー戦隊シリーズに参加するチャンスがあると思い、『ゼンカイジャー』のオーディションを受ける[5]。
- 妹は元女優の駒木根心捺[3]。一般人の姉がいる[3]。

## 受賞歴
2024年
- エランドール賞 アクターズセミナー優秀賞

## 出演
主演のものは太字で表示。

### テレビドラマ
- ひまわりっ! 〜宮崎レジェンド〜（2020年6月1日 - 12日、テレビ宮崎） - 林タクマ 役
- 女ともだち 最終話（2020年7月26日、BSテレ東） - 吾郎 役
- 恋する#イケカジ〜となりのオンネラくん〜（2020年10月3日 - 2021年3月27日、ABCテレビ） - オンネラくん 役[15]
- あのコの夢を見たんです。 第6話（2020年11月7日、テレビ東京）
- スーパー戦隊シリーズ（テレビ朝日）
  - 機界戦隊ゼンカイジャー（2021年3月7日 - 2022年2月27日） - 主演・五色田介人 / ゼンカイザー 役[8]
  - 暴太郎戦隊ドンブラザーズ（2022年3月6日 - 2023年2月26日） - 五色田介人 / ゼンカイザーブラック 役[9][10]
- 恋はもっとDeepに - 運命の再会スペシャル -（2021年6月16日、日本テレビ）
- イケドラ（2022年3月5日 - 26日、関西テレビ） - 主演[16]
- 探偵が早すぎる～春のトリック返し祭り～ 第8話（2022年6月2日、読売テレビ・日本テレビ） - 篠塚 役[17]
- 商店街のピアニスト（2022年10月3日 - 12月26日、BS松竹東急） - 主演・澤本蓮 役[18]
- 差出人は、誰ですか?（2022年10月11日 - 12月16日、TBS） - 御手洗健 役[19][20]
- クロサギ 第2話（2022年10月28日、TBS） - ヤマリ 役[21]
- 星降る夜に（2023年1月17日 - 3月14日、テレビ朝日） - 犬山正憲 役[11]
- アイゾウ 警視庁・心理分析捜査班「殺しのピエロ」（2023年3月28日、フジテレビ） - 多賀谷湧 役[22]
- 天狗の台所（BS-TBS・BS-TBS 4K） - 主演・飯綱基 役
  - Season1（2023年10月5日 - 12月7日）[23]
  - Season2（2024年10月22日 - 12月24日）[24]
- たそがれ優作（2023年10月7日 - 11月25日、BSテレビ東京・BSテレビ東京 4K） - 川上晴樹 役[25]
- この秋、僕は恋をした（2023年10月31日 - 11月4日、フジテレビ） - 主演・菊池若葉 役[26]
- 今日からヒットマン 第6話 - 最終話（2023年12月1日 - 12月15日、テレビ朝日） - キンパツ 役[27]
- 松本清張ドラマスペシャル 第一夜「顔」（2024年1月3日、テレビ朝日） - 和田友彦 役[28]
- あなたの恋人、強奪します。 第1話・第7話（2024年4月14日・5月26日、朝日放送テレビ） - 伊藤英之 役[29]
- 25時、赤坂で（2024年4月19日 - 6月21日、テレビ東京） - 主演・羽山麻水 役（新原泰佑とW主演）[30]
  - 25時、赤坂で Season2（2025年10月2日〈予定〉 - 、テレビ東京）[31][32]
- 君とゆきて咲く〜新選組青春録〜 第12話 - 最終話（2024年7月18日 - 9月12日、テレビ朝日） - 伊東甲子太郎 役[33]
- 伝説の頭 翔（2024年7月19日 - 9月6日、テレビ朝日） - 丸川敦 役[34]
- 私たちが恋する理由 第4話 - 最終話（2024年11月2日 - 12月21日、テレビ朝日） - 今村航大 役[35]
- 新・暴れん坊将軍（2025年1月4日、テレビ朝日） - 徳川宗武 役[36]
- おとなりコンプレックス（2025年2月21日 - 3月14日、フジテレビ） - 小川健悟 役[37]
- やぶさかではございません（2025年4月3日 - 6月19日、テレビ東京） - 上下亮 役[38]
- いつか、ヒーロー（2025年4月6日 - 6月1日、朝日放送テレビ・テレビ朝日） - 渋谷勇気 役[39]
- 明日はもっと、いい日になる 第4話（2025年7月28日、フジテレビ） - 長野敦 役[40]

### ウェブドラマ
- 乃木坂シネマズ〜STORY of 46〜 第7話「嗚呼!素晴らしきチビ色の人生」（2020年2月5日 、FOD）[注 1]
- 特別広域追跡班 〜ヒトリヨガリの科学捜査官〜（2020年12月6日、ABEMA・TELASA） - 小倉周平 役
- スーパー戦隊シリーズ
  - 機界戦隊ゼンカイジャー スピンオフ ゼンカイレッド大紹介!（2021年3月21日・28日、TELASA） - 主演・五色田介人 / ゼンカイザー 役[41]
  - 暴太郎戦隊ドンブラザーズ スピンオフ コレがドンブラザーズの名乗りだ! 暴太郎のホントの姿!?（2022年3月30日、YouTube） - 五色田介人 役
  - 暴太郎戦隊ドンブラザーズVS暴太郎戦隊ドンブリーズ（2023年11月5日、東映特撮ファンクラブ） - 五色田介人 役
  - ナンバーワン戦隊ゴジュウジャー アニバーサリー討論会（2025年2月9日、YouTube） - ゼンカイザー 役
- 今日からヒットマン スピンオフドラマ 「今日からラブリーマン」 第3話（2023年12月2日、TELASA） - キンパツ 役

### 映画
- LAPSE 〜失敗人間ヒトシジュニア〜（2019年2月、アベラヒデノブ監督）
- ジオラマボーイ・パノラマガール（2020年11月6日、イオンエンターテイメント） - リョーヘイ 役
- スーパー戦隊シリーズ（東映）
  - 機界戦隊ゼンカイジャー THE MOVIE 赤い戦い! オール戦隊大集会!!（2021年2月20日） - 主演・五色田介人 / ゼンカイザー 役[42]
  - セイバー+ゼンカイジャー スーパーヒーロー戦記（2021年7月22日） - 主演・五色田介人 / ゼンカイザー 役[43]
  - 暴太郎戦隊ドンブラザーズ THE MOVIE 新・初恋ヒーロー（2022年7月22日） - 五色田介人 / ゼンカイザーブラック 役[44]
- NO CALL NO LIFE（2021年3月5日、アークエンタテインメント） - 内田瞬 役
- 映画ネメシス 黄金螺旋の謎（2023年3月31日、ワーナー・ブラザース映画） - リョータ 役[45]
- ゼロの音（2023年4月27日、Hulu） - 三角蓮 役

### オリジナルビデオ
- 機界戦隊ゼンカイジャーVSキラメイジャーVSセンパイジャー（2022年9月28日、東映ビデオ） - 主演・五色田介人 / ゼンカイザー 役[46]
- 暴太郎戦隊ドンブラザーズVSゼンカイジャー（2023年9月27日、東映ビデオ） - 五色田介人、五色田介人 / ゼンカイザー 役
- 王様戦隊キングオージャーVSドンブラザーズ（2024年10月9日、東映ビデオ） - ゼンカイザーブラックの声

### 舞台
- ヒーローショー50周年記念公演 機界戦隊ゼンカイジャーショーシリーズ第3弾 特別公演「伝説パワー全力全開！聖地を揺るがす大激闘！」（2021年11月27日 - 2022年1月9日、シアターGロッソ） - 主演・五色田介人 / ゼンカイザー 役[47]
- 機界戦隊ゼンカイジャーショーシリーズ第4弾「全開！痛快！まさかの展カイ！！Gロッソ最後の戦い！！」（2022年2月5日 - 3月21日　シアターGロッソ） - 主演・五色田介人 / ゼンカイザー 役
- 機界戦隊ゼンカイジャー ファイナルライブツアー2022（2022年4月17日、アクトシティ浜松大ホール / 4月24日、札幌文化芸術劇場 hitaru / 4月30日・5月1日、日本特殊陶業市民会館フォレストホール / 5月15日、仙台サンプラザホール / 5月21日、広島文化学園HBGホール / 5月22日、福岡サンパレス / 5月28日・29日、オリックス劇場）
- 朗讀劇「極楽牢屋敷」（2023年8月18日、サンシャイン劇場）
- 朗読劇「ROOM」2025（2025年7月5日、シアターサンモール）[48]
- 舞台「世界の終りとハードボイルド・ワンダーランド」（2026年1月10日 - 2月1日〈予定〉、東京芸術劇場 プレイハウス / 2月6日 - 8日〈予定〉、仙台銀行ホール イズミティ21 / 2月13日 - 15日〈予定〉、名古屋文理大学文化フォーラム 大ホール / 2月19日 - 23日〈予定〉、兵庫県立芸術文化センター 阪急中ホール / 2月28日・3月1日〈予定〉、J:COM北九州芸術劇場 大ホール） - 世界の終りの僕 役（島村龍乃介とダブルキャスト）[49][50]

### テレビ番組
- あざとくて何が悪いの?（テレビ朝日）
  - あざとくて何が悪いの? 再現ドラマ（2020年4月18日）
  - あざと連ドラ 第5弾10話「東京であざとく頑張って何が悪いの?〜上京ガールの成長日記〜」（2022年8月28日） - ヒロト 役
- 最強スポーツ男子頂上決戦2022（2022年3月22日、TBS） - 出場選手[51]
- ビットワールド（2023年4月28日 - 、NHK Eテレ） - コマグール 役
- 駒木根葵汰&樋口幸平のSDGsアドベンチャー（2023年5月19日、TBSチャンネル1）[52]
- バックパッカー世界さすらいメシ（2023年6月19日、BS-TBS）[53]

### ウェブ番組
- 太陽とオオカミくんには騙されない（2018年7月29日 - 10月14日、AbemaTV）
- 太陽とオオカミくんには騙されない スペシャルムービー YOKOHAMA bluesバージョン（2018年11月、AbemaTV）
- AbemaTV 番外編 太陽とオオカミくんには騙されない #5.5 きいた編（2018年8月26日、AbemaTV）

### ゲーム
- スーパーロボット大戦DD（2021年 - 2024年、バンダイナムコエンターテインメント） - ゼンカイザー 役

### ラジオ
- リアルをぶつけろ!ハッシュタグZ（2018年10月6日 - 2020年、朝日放送ラジオ） - レギュラー
- レコメン!（2023年3月27日 - 、文化放送） - 月曜パーソナリティ

### CM
- AOKI フレッシャーズスーツ「一緒に撮ろうよ篇」（2019年2月 - 2021年）
- イオン浴衣キャンペーンモデル（2019年）
- グリコ パピコ Webドラマ「＃パピるドラマ」（2019年）
- タイガー魔法瓶 ショートムービー「あなたと… 〜to be with You」（2019年）
- AbemaオリジナルCM「indeed」（2019年）
- AbemaオリジナルCM「AWA」学生プラン（2020年）
- 三菱UFJ銀行 WebCM（2019年 - 2021年）
- 茨城県訴求ムービー「イバキュン！しよう～おうちで茨城を食べ尽くす篇」「イバキュンしよう～茨城満喫！青春キャンプ篇」（2020年）
- バンダイ「全界変身銃DXギアトリンガー」（2021年）
- プリマハム「機界戦隊ゼンカイジャーソーセージ」（2021年）
- 渋谷マークシティ「秋の味覚を食べ尽くすキャンペーン」（2021年）
- アマノ株式会社アマノ企業CM「AMANOの道篇」（2022年）

### MV
- SALU「GIFTED feat. RIEHATA」（2019年12月）

### イベント
- 超十代2018（2018年3月27日、幕張メッセ）
- デジタル超十代（2018年7月31日）
- 関西コレクション2018A/W（2018年8月29日、京セラドーム）
- ホリNS月曜祭（2018年12月17日、ヒューリックホール東京）
- 福岡アジアコレクション（ＦＡＣｏ）2019 SPRING-SUMMER（2019年3月24日、福岡国際センター）
- TGC SHIZUOKA 2020 for SDGs by TOKYO GIRLS COLLECTION（2020年1月11日、ツインメッセ静岡）
- 第30回 マイナビ 東京ガールズコレクション 2020 SPRING/SUMMER（2020年2月29日、国立代々木競技場第一体育館）
- 第33回 マイナビ 東京ガールズコレクション 2021 AUTUMN/WINTER（2021年9月4日、さいたまスーパーアリーナ）
- 桜美林大学桜李祭ラジオ型トークショー（2021年10月30日）
- Horipro Actors Live～episode 1～（2022年3月30日、KANDA SQUARE HALL）
- TGC KITAKYUSHU 2022 by TOKYO GIRLS COLLECTION（2022年11月19日、西日本総合展示場新館）
- Horipro Actors Live～episode 2～（2023年1月22日、恵比寿ザ・ガーデンホール）
- Horipro Actors Live～episode 2.5～超人スポーツ運動会（2023年7月22日、FOSTERホール）
- 町中華フェス in豊洲（2023年11月3日、アーバンドック ららぽーと豊洲）
- 京都産業大学神山祭トークショー『駒木根葵汰、やってきぃたぁぁぁ』（2023年11月5日）
- Horipro Actors Live～episode 3～（2024年2月17日、Zepp DiverCity(TOKYO)）
- 松本寛也ホームセンター松本第3回ホムセン株主総会（2024年6月23日、LOFT9 Shibuya）
- 25時、赤坂でまだ終わらない二人の夏の話(韓国ファンミーティング)（2024年8月31日、光云大学東海文化芸術館）
- きいともファンミーティング9.28（2024年9月28日、都内某所）
- CREATEs presents TGC KITAKYUSHU 2024 by TOKYO GIRLS COLLECTION（2024年10月12日、西日本総合展示場新館）
- 君とゆきて咲く～ファイナルイベント冬の宴～（2024年12月22日、EXシアター六本木）
- まだ終わらない！25時、赤坂で～真冬の大忘年会～（2024年12月29日、豊洲PIT）
- ナンバーワン戦隊ゴジュウジャー 制作発表イベント（2025年、シアターGロッソ） - ゼンカイザーの声[54]
- Horipro Actors Live～episode 4～（2025年2月11日、LINE CUBE SHIBUYA）
- KIITA KOMAGINE 葵友 FAN MEETING IN TAIPEI（2025年2月22日、Zepp New Taipei）
- 麻生専門学校グループ presents TGC KUMAMOTO 2025 by TOKYO GIRLS COLLECTION（2025年4月12日、グランメッセ熊本）
- Horipro Actors Live in Korea（2025年7月12日、Guro-gu Community Center（九老区民会館））
- Horipro Actors Sports Festival〜 #ホリアク 運動会2025〜（2025年8月11日、アリーナ立川立飛）
- 駒木根葵汰ファンミーティング2025（2025年8月31日（予定））

### 雑誌
- 角川春樹事務所「Popteen」（2018年4月 - ）専属モデル

### 玩具
- 機界戦隊ゼンカイジャー ギアトリンガー -MEMORIAL EDITION-（2023年1月）
- 機界戦隊ゼンカイジャー ギアトジンガー -MEMORIAL EDITION-（2023年3月）
- 機界戦隊ゼンカイジャー ギアダリンガー -MEMORIAL EDITION-（2023年7月）
- 暴太郎戦隊ドンブラザーズ ギアトリンガー（マスター介人Ver.） -MEMORIAL EDITION-（2024年10月）

## 書籍

### 写真集
- Key（2022年4月4日、KADOKAWA）ISBN 978-4-04-897136-2

### カレンダー
- 駒木根葵汰 2023年卓上カレンダー（2022年12月3日、ハゴロモ）
- 駒木根葵汰 4月始まり2023年カレンダー（2023年2月25日、ハゴロモ）JAN 4900459553378
- 駒木根葵汰 2024年卓上カレンダー（2023年11月11日、ハゴロモ）
- 駒木根葵汰 4月始まり2024年カレンダー（2024年2月24日、ハゴロモ）
- 駒木根葵汰 2025年卓上カレンダー（2024年11月22日、ハゴロモ）

## ディスコグラフィ

### キャラクターソング
| 発売日        | 商品名                                            | 歌                       | 楽曲                  | 備考                                             |
| ------------- | ------------------------------------------------- | ------------------------ | --------------------- | ------------------------------------------------ |
| 2022年2月2日  | 機界戦隊ゼンカイジャー キャラクターソングアルバム | 五色田介人（駒木根葵汰） | 「はじめてにBANZAI!」 | 特撮テレビドラマ『機界戦隊ゼンカイジャー』関連曲 |
| 2022年2月23日 | 機界戦隊ゼンカイジャー 全曲集 音楽界でも全力全開! | 五色田介人（駒木根葵汰） | 「はじめてにBANZAI!」 | 特撮テレビドラマ『機界戦隊ゼンカイジャー』関連曲 |